# Maria da Gloria Carvalho
Maria da Glória Carvalho (Rio de Janeiro, 15 agosto 1950) è una modella brasiliana vincitrice di Miss International 1968.
È stata la prima rappresentante brasiliana ad ottenere il titolo.
La Carvalho in precedenza si era classificata al secondo posto al concorso Miss Brasile, dove aveva partecipato in rappresentanza dello Stato di Guanabara. Grazie a quella seconda posizione aveva ottenuto la possibilità di partecipare a Miss International più tardi nello stesso anno, che si tenne a Tokyo in Giappone. La sua conoscenza del giapponese facilitò la sua vittoria.
La sua vittoria arrivò nello stesso anno in cui Martha Vasconcellos, detentrice del titolo di Miss Brasile vinse il titolo di Miss Universo.